# Synarmosepalum
Synarmosepalum là một chi phong lan gồm 2 loài đặc hữu của Philippines.

## Các loài
- Synarmosepalum heldiorum
- Synarmosepalum kittredgei